# Ginouillac
Ginouillac település Franciaországban, Lot megyében. Lakosainak száma 141 fő (2022. január 1.). Ginouillac Carlucet, Saint-Projet, Séniergues és Soucirac községekkel határos.

## Népesség
A település népességének változása:
| Lakosok száma | 143  | 128  | 130  | 165  | 167  | 155  | 154  | 146  | 142  | 141  |
|               | 1968 | 1982 | 1990 | 2006 | 2013 | 2015 | 2017 | 2019 | 2020 | 2022 |